# Dicaeum quadricolor
Dicaeum quadricolor е вид птица от семейство Dicaeidae. Видът е критично застрашен от изчезване.

## Разпространение
Разпространен е във Филипините.